# EMD F7形ディーゼル機関車
EMD F7は1949年から1953年にかけてGM-EMDで生産された電気式ディーゼル機関車である。F7よりカナダ向けの車両はGMDで作られた。最終組立はGM-EMD製はイリノイ州のラグレーンジ工場で、GMD製はオンタリオ州ロンドン工場で行われた。
F7は大いに成功したFシリーズ系列の4機種目である。なお、F7のAユニットを元に製造された旅客用のFP7は別ページで説明する。

## 概要
出力はF3と同様の1,500馬力だが、電気関連機器のグレードアップが図られたF3の後継車両。
F3との大きな違いは屋根に4台のラジエーターファンの前に設置された縦長の四角いよろい戸(グリル状)が2つ排気スタックとして設けられていたが、F7より排気スタックに代わりダイナミックブレーキ用のファンが設けられた。ダイナミックブレーキ用のファンは当初ラジエーターファンと同じサイズの36インチであったが1952年6月以降に製造されたものより一回り大きいサイズの48インチに変更された。
F7はFシリーズの中でも最も多く製造されており、製造総数はAユニット2,366両、Bユニット1,483両にのぼる。
製造時期により1949年より製造されたフェーズIと1952年2月から製造されたフェイズIIの2種類に分けられており、形状が異なっているが前機種のF3と比較すると差異は目立たないものとなっている。
フェイズIからIIへの変更点として
- Aユニットのみの変更点

丸窓の間に設置されたフィルタ格子が横向きから縦向きになったのと、運転台側面の窓形状の変更。
- Aユニット、Bユニット共通の変更点

側面上部についているステンレス鋼製のグリルの形状変更。
形状の違いはフェイズI(913号)とフェイズII(1500号)の写真も参考。
フェイズIも製造時期により前期タイプと後期タイプに分かれているが、相違点は屋根の形状でFTの時から設けられていた妻面屋根ヒサシがもうけられなくなった他、後ろ側に設置されたドア縁の形状変更程度である。
後年、F3とともに再構築され出力をF9と同等の1,750馬力にした車両があり、F9PHと称されることがある。また、1両がFP10に再構築されている。

## 旅客・貨物列車の牽引
Fシリーズで最も多く作られたF7はF3同様に販売時に蒸気発生装置をオプションで取り付け可能としたため本来の貨物輸送の他に旅客輸送でも活躍した。
FTの時から貨客双方の輸送にFシリーズを愛用したサンタフェ鉄道でのスーパー・チーフやエル・キャピタンの牽引をはじめ、バーリントン鉄道、デンバー・アンド・リオグランデ鉄道 、ウエスタン・パシフィック鉄道の3つの鉄道会社が所属するF型が交代で運用したカリフォルニア・ゼファー等、大陸横断する長距離列車の牽引を重連で牽引するシーンも多かった。

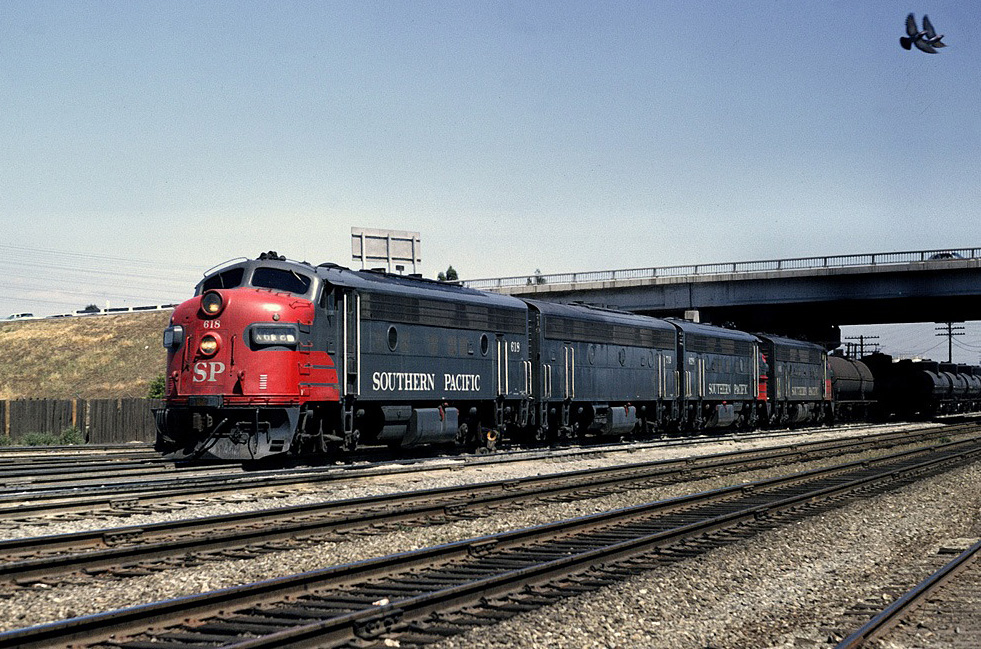
貨物列車を牽引するサザン・パシフィック鉄道のF7
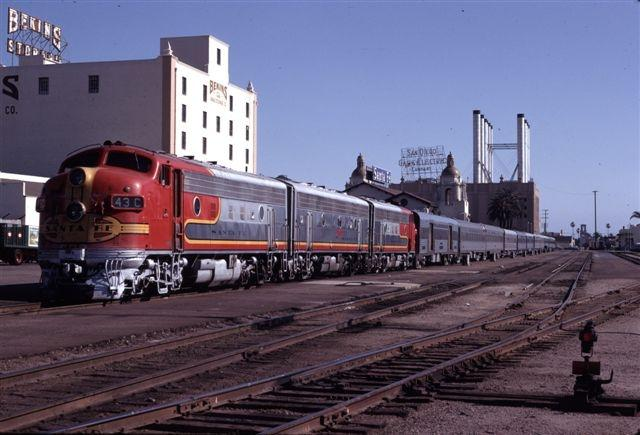
San Diegan号を牽引するサンタフェ鉄道のF7

## 保存車

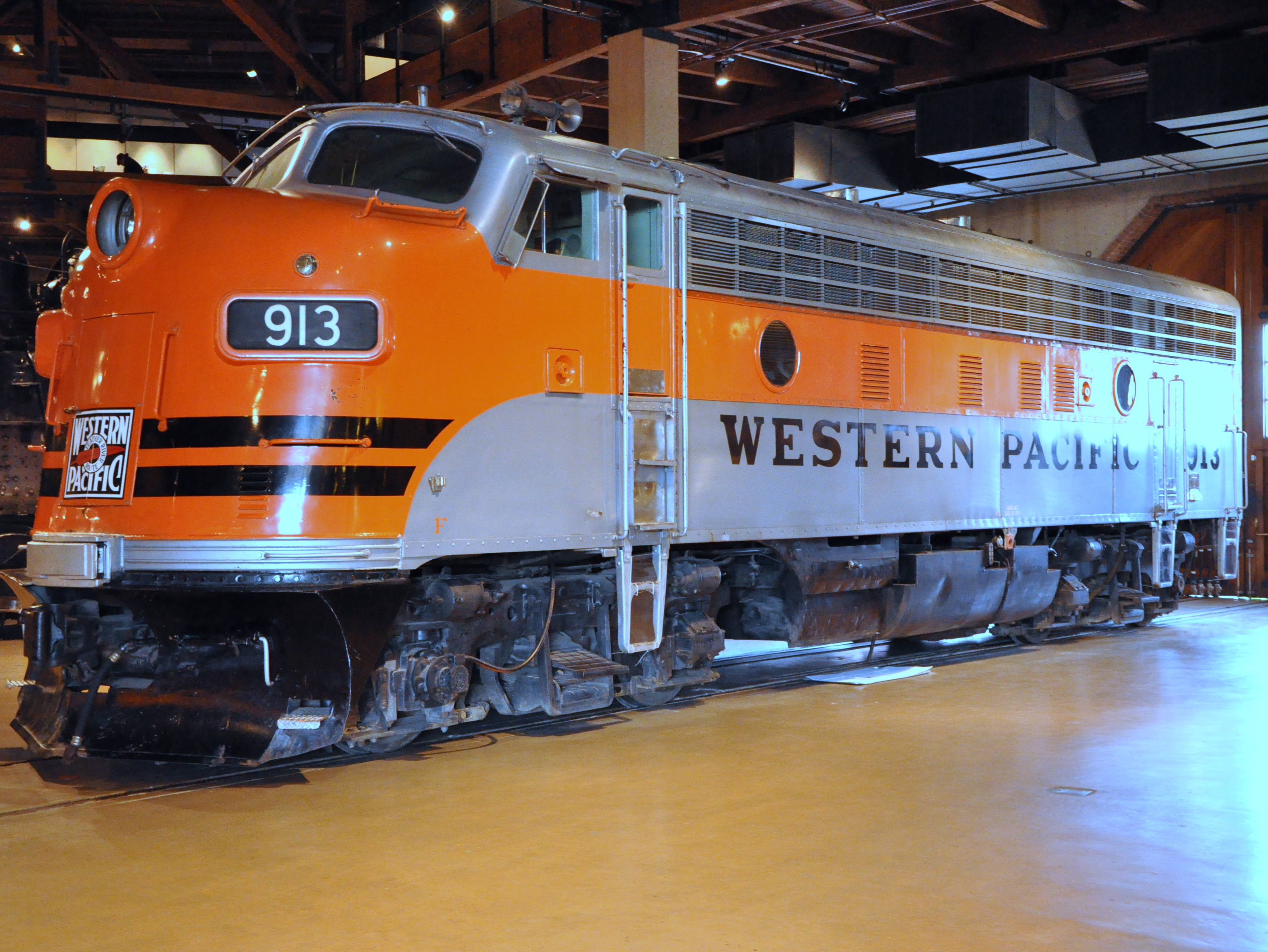
カリフォルニア州立博物館に保存のF7A-913号。フェイズIに該当

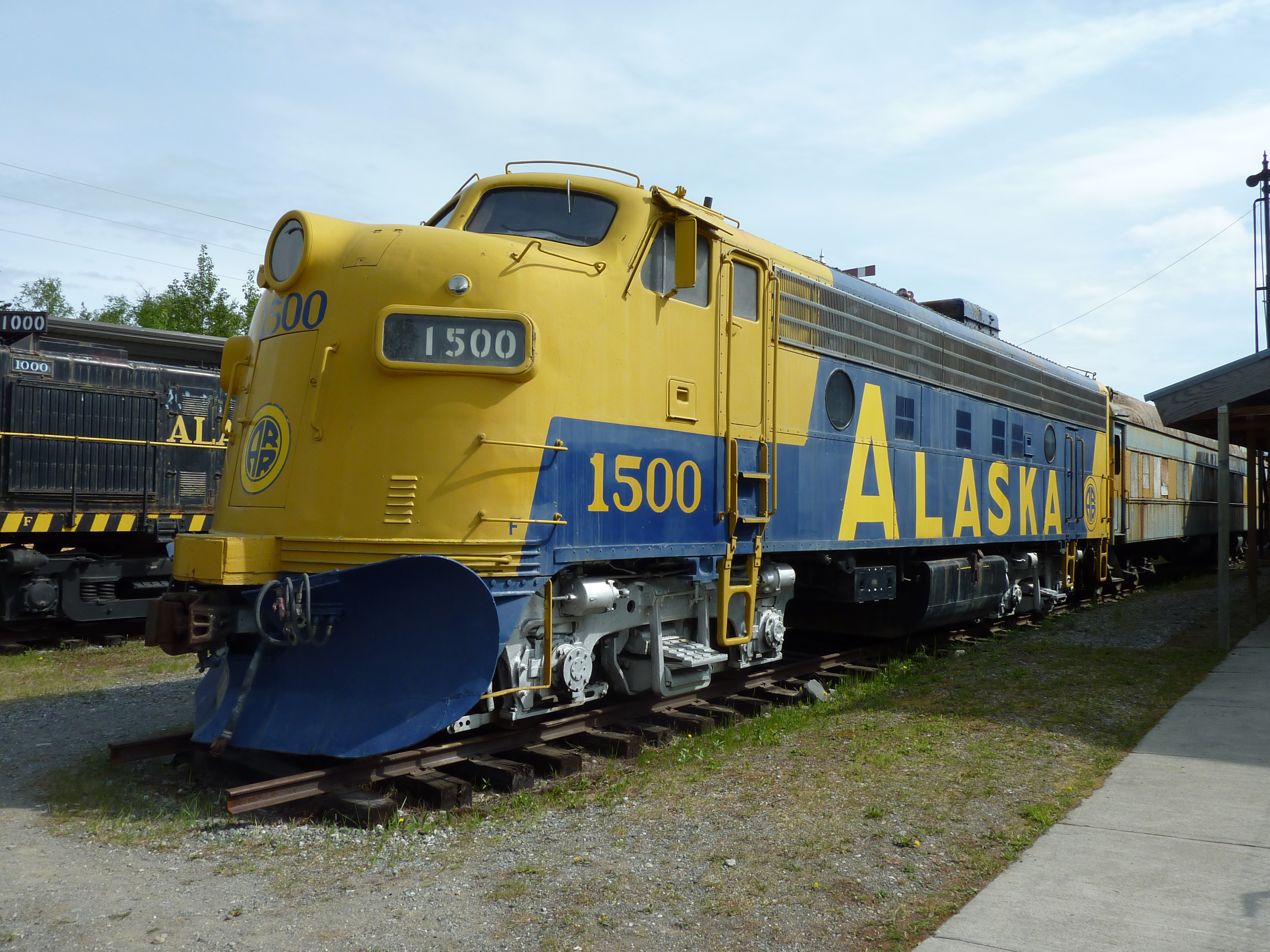
アラスカの交通工業博物館に保存のF7A-1500号。フェイズIIに該当、913号と上部のステンレス鋼製グリルや側面のフィルタ格子、運転台の窓形状が異なる

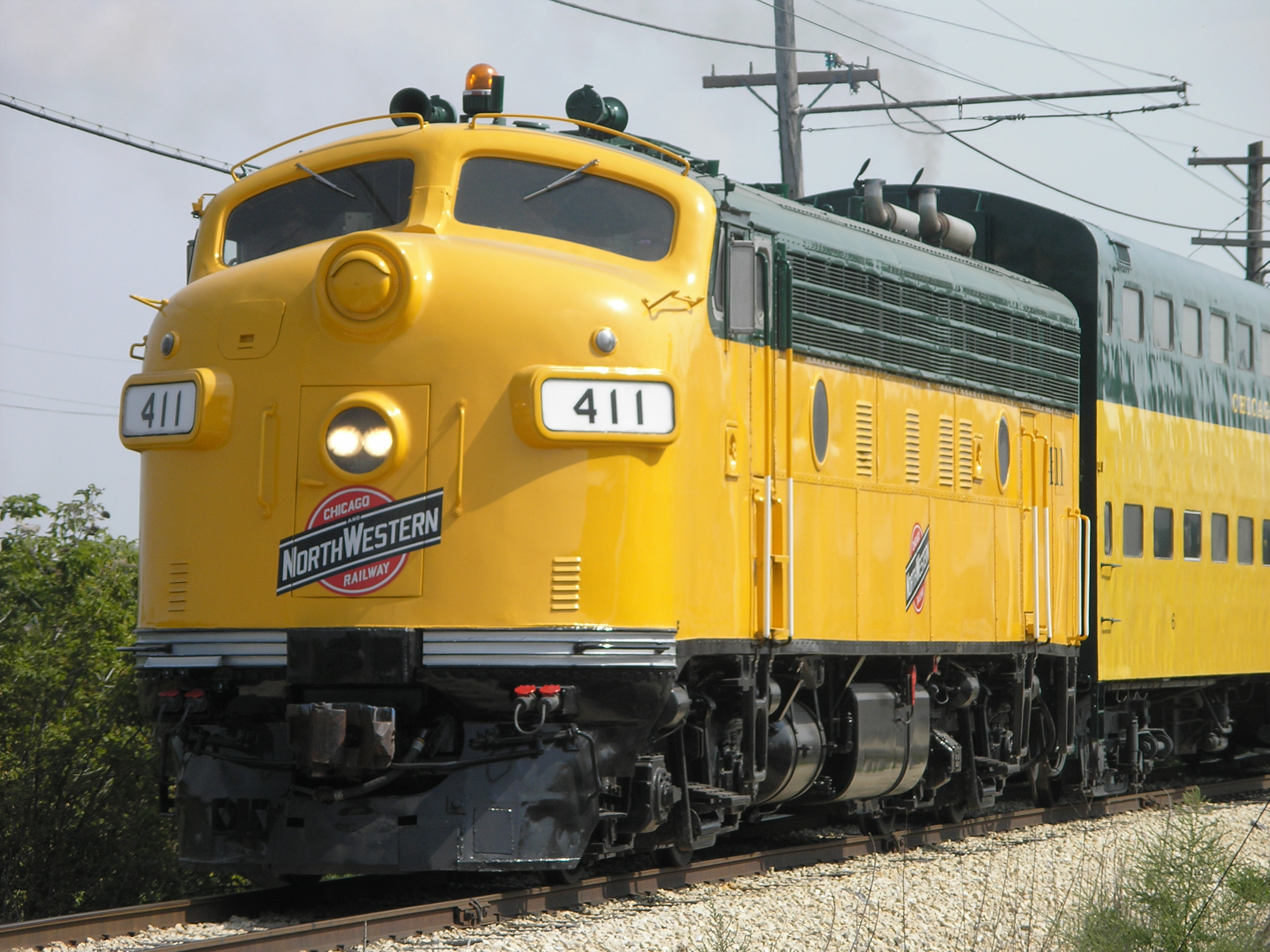
Illinois Railway Museumに保存のF7A-411号。

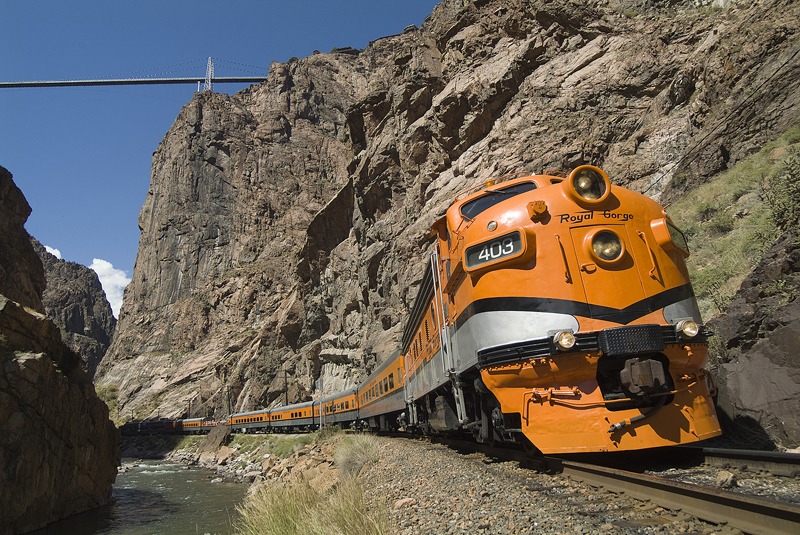
Royal Gorge Route RailroadのF7-403号

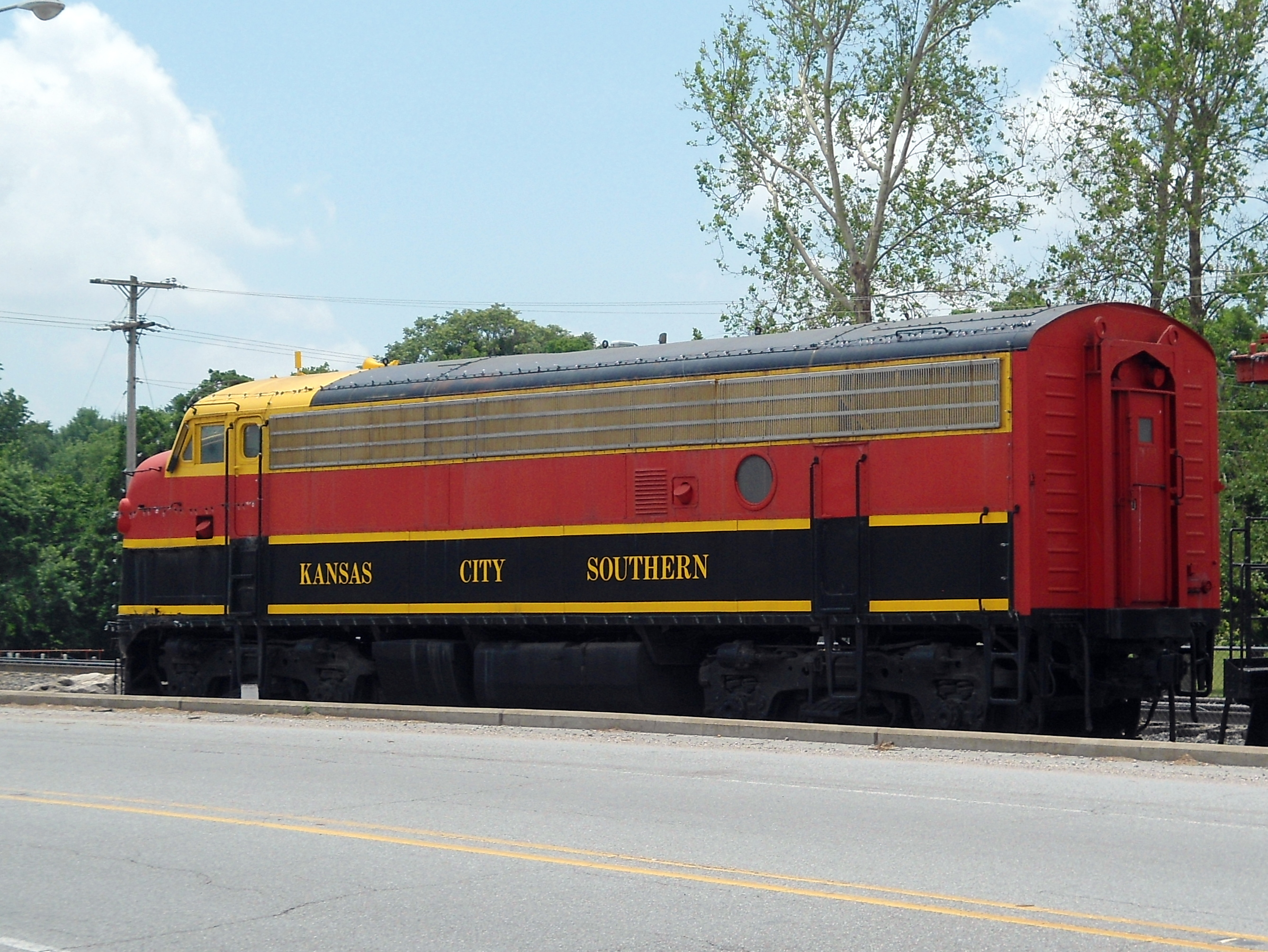
アーカンソー州ディケーターに保存されているF7 73D。フィルター格子や丸窓が一部のみ残るほか、屋根上機器がない

Fシリーズ中最も多く製造されただけあって、保存車両も多い。
アラスカの交通工業博物館に暴走機関車に登場したF7A-1500号が保存されており、博物館のロゴマークにも描かれている。
サクラメントにあるカリフォルニア州立鉄道博物館にはカルフォルニア州最後の現役機であったF7A-913号(ウエスタンパシフィック鉄道塗装)をはじめF7-347C号(Aユニット、サンタフェ鉄道塗装で同じ塗装のF3-347Bとともに保存)・F7A-6402号(側面の外板やグリルが撤去されキャブ・ユニットの構造や車内に設置されたエンジンの様子がわかるようになっている)の3両が保存。
en:Tennessee Central Railway MuseumにはF7-715と719号がそれぞれA-Bユニットで保存されている。
コロラド州にあるen:Royal Gorge Route Railroadでは観光列車の牽引機としてF7A-402号と403号、F7B-1503号が使用されており、HPもF7が映っているほか、ロゴマークにも描かれている。
en:Lake Superior Railroad MuseumにF7B-71号が保存。
メキシコのMuseo Nacional de los Ferrocarriles Mexicanosに、BユニットのF7B-6328号がFP9-7020号と連結されて保存されている。
en:Potomac Eagle Scenic RailroadにF7A-722号が観光列車の牽引機として使用されている。
en:Adirondack Scenic Railroadに元アラスカ鉄道所属のF7A-1508号がF10-412号とともに保存されている。
en:Western Pacific Railroad MuseumにF7-917D号及び921D号(ともにAユニット)が保存されている。
en:Pacific Locomotive Associationにウエスタン・パシフィック鉄道塗装のF7-918D号(Aユニット)が保存されている。
en:Indiana Transportation MuseumにF7-72号及び83A号が保存されている。
en:Illinois Railway MuseumにF7-118C号、308号、411号(ここまでAユニット)、96B号(Bユニット)の4両が保存。
en:Monticello Railway MuseumにF7A-1189号が保存。
個人所有のF7-274号がオレゴン州ポートランドにて保存されている。
ノーフォーク・サザン鉄道にF7-4275号及び4276号(共にBユニット)をF9(F7からの改造車、Aユニット)とともに特別列車牽引用に保有。
en:Galveston Railroad MuseumにF7A-315号及び316号がサンタフェ鉄道の塗装で保存されている。この2両は側面の形状が特徴で丸窓が埋められている他、車体上部のステンレス鋼製のグリルがフェイズI仕様なのに対し、車体側面のフィルタ格子はフェイズII仕様となっている。
en:Museum of the American RailroadにF7A-49号がサンタフェ鉄道の塗装で保存。
en:Wisconsin Great Northern RailroadにF7A-423号を特別列車牽引用に保有しており、HPにもF7が映っている。
en:Fillmore and Western RailwayにF7A-100号及び101号を特別列車牽引用に保有しており、HPにもF7が映っている。
en:Conway Scenic RailroadがF7A-4266号とF7A-4268号を保有してる。4266号は特別列車を牽引しており、4268号は静態保存である。
ボルチモア・アンド・オハイオ鉄道博物館にF7A-236号及び7100号が保存されている。236号はフェイズIIの外観であるが7100号はMARCで運用されていた時に更新されたようで外観はかなり変化している。丸窓は埋められフェイズI仕様のフィルタ格子が2つ増設され6ヶ所設置に前面の貫通ドアが埋められており、スカートの形状も変更されている。
アーカンソー州ディケーターにF7-73D号が385号カブースとともに保存されている。この車両はフィルタ格子が一番後ろ側以外すべて埋められ、丸窓も後ろ側のみ存在する他屋根上のファン等の機器も見当たら無い等特徴的な形態をしている。
en:Seminole Gulf RailwayにF7A-502号がF9A-501号とともにDinner Train等の特別列車牽引用に保有している。この車両は501号とともにロングアイランド鉄道に所属していた時期に更新されたようで外観が大幅に変更されている。正面の貫通扉が埋められた他、側面の丸窓及びフィルター格子はすべて撤去され、上部についているステンレス鋼製のグリルも車体後部に1つのみ残して埋められたうえ形状も変更された。乗務員扉も後ろよりの扉が撤去され埋められており、正面についている点灯式大型ナンバーボードの形状も変更。屋根も機器等が変更されたようでファンが1つしか無く、新たに円形型の機器が2つ設けられている。
en:Durbin and Greenbrier Valley RailroadがF7-7094号を保有し各種イベント列車を牽引している。

## 文献資料(日本語)
- ネコ・パブリッシング
  - RM　MODELS2000年6月号P96~99『スケールイラストで見るアメリカ黄金時代　第3回EMDのFシリーズ』
- 関水金属
  - KATO　NEWS1992年No.46P9~10『American Railroad Stories』

## 登場作品
韓国で製作されたアニメーション「チビ列車ティティポ」ではこの機関車をモデルにしたジェニーという名前のキャラクターが登場している。